# Cadrema mathisi
Cadrema mathisi är en tvåvingeart som beskrevs av Nartshuk 2002. Cadrema mathisi ingår i släktet Cadrema och familjen fritflugor. Inga underarter finns listade i Catalogue of Life.